# Gilberto Ferri
Gilberto Ferri (Pescara, 17 febbraio 1920 – Pescara, 28 gennaio 2011) è stato un imprenditore italiano.

## Biografia
L'attività della famiglia Ferri si avvia nel Primo dopoguerra, quando il padre Ferdinando, nel 1919, apre un negozio di forniture elettriche, con a fianco un'officina per la riparazione dei motori elettrici, nel centro di Castellammare Adriatico.
Ferri si laurea in giurisprudenza nel 1943 all'Università di Bologna, ma decide di non esercitare la professione di avvocato e si dedica, insieme ai fratelli Danilo e Rina, alla piccola azienda di famiglia di costruzioni elettromeccaniche, che conta solo 5-6 dipendenti, ma dal 1945 allarga la distribuzione di materiali elettrici.
I successi degli anni del “boom” economico consentono ai fratelli Ferri di far crescere la loro attività sia sul versante produttivo sia sul versante commerciale, in particolare con l'appalto ottenuto dall'Unione Esercizi Elettrici (UNES, la società elettrica che gestisce la distribuzione nell'Italia centrale, del gruppo SME), l'appalto per il rifacimento di trasformatori elettrici della rete. Nel 1966 nasce la Ferco srl, che occupa 60 lavoratori e ben presto si afferma sul mercato di esportazione; l'azienda è specializzata nella costruzione e riparazione di cabine di trasformazione. La società arriva ad  occupare 160 dipendenti, e si trasforma in COFER agli inizi degli anni settanta. L'attività delle aziende del gruppo Ferri si allarga quindi agli elettrodomestici, all'informatica e all'elettronica di consumo, alla carpenteria elettromeccanica e alla produzione di macchine industriali e domestiche per il caffè, fino ad arrivare in seguito alla consulenza informatica e amministrativa, alla comunicazione d'impresa, all'ingegneria dei sistemi e alla logistica.

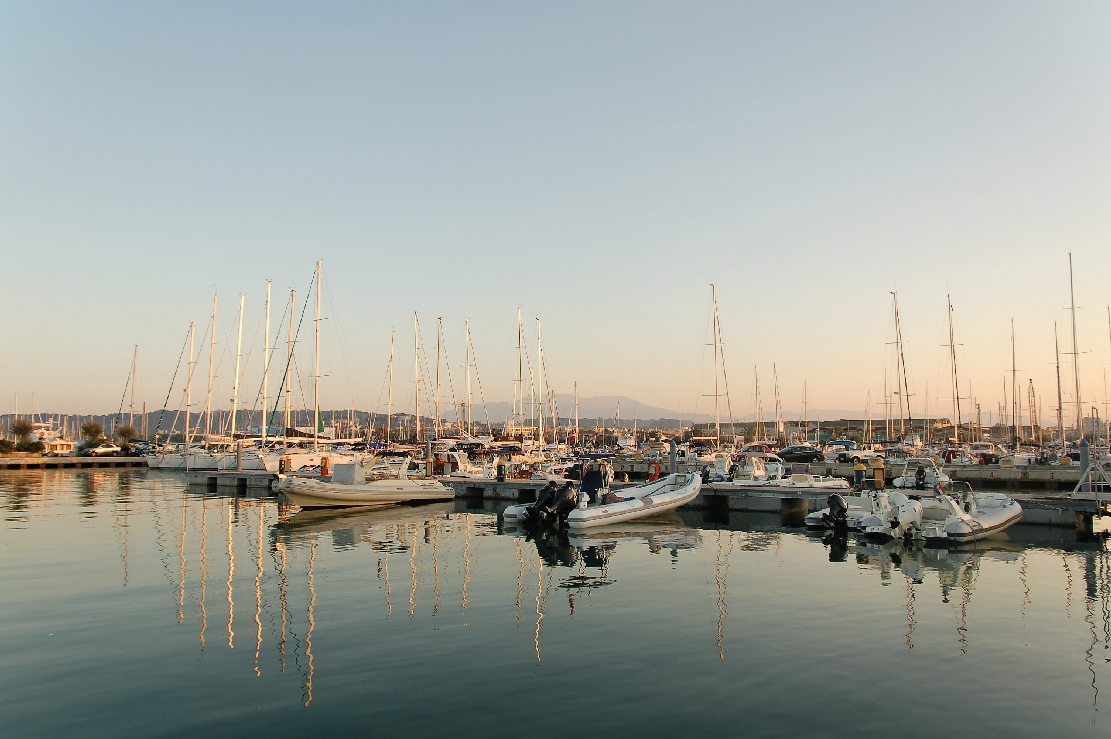
Il porto turistico "Marina di Pescara"

L'attività di Ferri a partire dalla fine degli anni sessanta si rivolge anche alla vita economica e politica di Pescara. Il primo impegno nella gestione di un ente pubblico è del 1968, con la nomina di presidente del consiglio di amministrazione dell'Istituto tecnico commerciale “G. Manthoné”; nel 1970 è nominato consigliere della sede di Pescara della Banca d'Italia; sei anni dopo è presidente nazionale della Confederazione delle piccole imprese (Confapi) e infine, nel 1979, presidente della Camera di commercio di Pescara, carica che manterrà sino al 1997.

### Il porto di Marina di Pescara
Il quindicennio di presidenza della Camera di commercio rappresenta il periodo di maggiore incisività dell'azione di Ferri nella vita economica di Pescara e della sua provincia. Cofinanziati dalla Camera di commercio di Pescara e dalla Regione Abruzzo, i Consorzi Fidi diventano dalla fine degli anni Settanta uno strumento di sostegno molto importante per le piccole e medie imprese locali nella gestione dei rapporti con il sistema bancario.
Il porto turistico Marina di Pescara, che fa parte di un progetto più ampio di valorizzazione del turismo abruzzese, è senza dubbio l'opera di maggiore impatto realizzata dalla Camera di commercio di Pescara durante la presidenza Ferri. La struttura nasce nell'arco di soli quattro anni e per la sua realizzazione Ferri fa valere l'appoggio dell'allora ministro abruzzese della Funzione pubblica, il democristiano Remo Gaspari. Il porto, inaugurato nell'agosto del 1989, conta 1.100 posti barca ed è al terzo posto in Italia per capacità di attracco.
Nella veste di presidente del Comitato nazionale per l'innovazione tecnologica dell'Unioncamere, Ferri ha promosso, alla fine degli anni ottanta, l'istituzione di corsi per la formazione di energy manager, con lo scopo di creare tecnici in grado di affiancare le aziende nel campo del risparmio e del miglior utilizzo energetico.
Nel 2007 riceve l'onorificenza di cavaliere del lavoro. L'ultimo suo impegno è il finanziamento del Ponte del Mare, insieme ad altri imprenditori e istituzioni pescaresi. Muore a Pescara all'inizio del 2011.